# Чубинский, Михаил Павлович
Михаи́л Па́влович Чуби́нский (7 (19) ноября 1871, Киев — 19 января 1943, Белград) — русский и югославский учёный-правовед и публицист.

## Биография
Родился 7 (19) ноября 1871 года в Киеве в потомственной дворянской семье. Его отцом был известный этнограф Павел Платонович Чубинский, автор слов современного государственного гимна Украины.
Начальное образование получил дома. Затем учился в киевской прогимназии и 2-й Киевской гимназии; окончил в 1889 году коллегию Павла Галагана. Высшее образование получил на юридическом факультете университета Св. Владимира. Во время обучения был удостоен университетской стипендии имени Н. Х Бунге за сочинение «О земских учреждениях» и почётного отзыва за сочинение «Организация и деятельность Святейшего Синода при императоре Петре I». Университет окончил в 1893 году с дипломом 1-й степени и был оставлен в для подготовки к профессорскому званию по кафедре уголовного права; занимался под руководством профессора Л. С. Белогриц-Котляревского. В 1895 году предоставил на рассмотрение своему научному наставнику работу «Обратное действие уголовного закона», которая была рекомендована к печати и вышла в свет в 1896 году. В 1896 году начал службу в Киевской судебной палате: работал в следственном участке Киева и Киевском окружном суде.

### Научная деятельность
В 1897 году сдал устный экзамен на степень магистра уголовного права и после прочтения двух пробных лекций получил звание приват-доцента и стал читать в университете необязательный курс «О новых учениях в области уголовного права и процесса». В это время работал также в следственном участке Киева и Киевском окружном суде. В апреле 1898 года был направлен на два года в заграничную командировку; посещал лекции в университетах Вены, Граца, Бкерлина, Лейпцига и др., занимался у Ламмаша и Листа.
Весной 1899 года прервал командировку и в звании приват-доцента занял кафедру уголовного права в ярославском Демидовском юридическом лицее. Летом того же года возобновил командировку, занимался в Берлине, Брюсселе и Париже. Итогом стало написание магистерской диссертации «Мотив преступной деятельности и его значение в уголовном праве». После публичной защиты в Московском университете диссертации в 1900 году был удостоен звания магистра уголовного права и с 1 января 1901 года был исправляющим должность экстраординарного профессора Демидовского юридического лицея по кафедре уголовного права; 1901/1902 академический год снова провёл в заграничной командировке: занимался в библиотеках Берлина и Парижа, знакомился с постановкой дела в карательных учреждениях Германии и Франции, изучал организацию преподавания уголовного права в университетах Франции, Италии и Швейцарии.
Весной 1902 года вернулся в Ярославль, но уже в июле того же года перешёл на юридический факультет Харьковского университета — исправляющим должность экстраординарного профессора. В январе 1905 года защитил в Киевском университете диссертацию «Очерки уголовной политики: понятие, история и основные проблемы уголовной политики как составного элемента науки уголовного права». В этой работе он особо отмечал роль антропологической школы уголовного права и её основателя Ч. Ломброзо в становлении и развитии уголовной теории. За эту работу он был удостоен степени доктора уголовного права; в июле 1905 года был утверждён ординарным профессором Харьковского университета.
В апреле 1906 года был назначен директором Демидовского юридического лицея. Одновременно, с октября 1906 года был приват-доцентом Санкт-Петербургского университета.
С сентября 1909 года — ординарный профессор права Александровского лицея. Одновременно, с октября 1910 года по сентябрь 1911 года был сверхштатным ординарным профессором в Александровской военно-юридической академии; 7 января 1912 года был произведён в действительные статские советники. Был награждён орденами орденами Св. Владимира 4-й степени и 3-й (1915) степени; имел юбилейный знак в память столетия Александровского лицея и медаль в память 300-летия Царствования Дома Романовых.
С апреля 1916 года — ординарный профессор Юрьевского университета по кафедре уголовного права. С августа 1917 года по февраль 1918 года был ординарным профессором Военно-юридической академии.
Также работал в Невской судебной палате. Участвовал в Съезде русской группы Международного союза криминалистов, во 2-м Международном тюремном конгрессе в Будапеште, в Съезде криминалистов в Москве в 1909 году.
Главным итогом научной работы стал труд «Очерки истории уголовного права», напечатанный в 1904 году, после чего Чубинский был удостоен степени «доктора уголовного права». Научная деятельность Михаила Чубинского была отмечена и за границей — так в 1902 году его работа «Профессор Эмиль Вальберг и его значение в науке уголовного права» вышла в немецком переводе.

### Общественная деятельность и политические взгляды
По политическим воззрениям был умеренным либералом. Стал одним из организаторов партии конституционных демократов, в 1905—1906 годах состоял председателем её Харьковского бюро. На втором съезде партии в 1906 году был избран членом её ЦК.
Он состоял членом нескольких просветительских обществ, причём в Харьковском обществе распространения грамотности он был председателем правления. Выступал как публицист в общественных и специальных журналах, в частности «Вестнике права» и «Журнале министерства юстиции». Был депутатом от Харьковского университета в совещаниях по университетской реформе в Петербурге с начала 1906 года.
В мае 1917 года Временным правительством был назначен сенатором Уголовного кассационного департамента Правительствующего сената. Входил в Харькове в местную ложу Великого востока народов России.
С публичными лекциями выступал в различных городах России: в Москве, Воронеже и Харькове в 1916 году прочитал лекции «Мировая трагедия (война, культура и право)».

### В годыГражданской войны
По словам Деникина, как умеренный либерал и теоретик права, Чубинский не принял революцию, со всем её произволом и правовым нигилизмом. Когда гетман Скоропадский сделал попытку объединить консервативные силы Украины, Чубинский поддержал его и с апреля по июль 1918 года занимал пост министра судебных дел в правительстве гетмана, с июля был сенатором и председателем Уголовного суда. После падения Скоропадского Чубинский, отвергая крайний национализм и левизну Украинской Директории, выехал на Дон, занятый к тому времени Добровольческой армией. В правительстве Деникина Чубинский занимал пост обер-прокурора. В воспоминаниях Деникина Чубинский поддерживает кадетский «Национальный центр». Отношение «Национального центра» к белогвардейцам было противоречивым — приветствуя их желание восстановить Россию как единую державу права и порядка, его представители, включая Чубинского, в то же время критиковали отдельные стороны их деятельности — например, введение обязательного образования только на русском языке. Впоследствии Чубинский проживал в Крыму, где сотрудничал с правительством Врангеля и пытался наладить диалог между украинскими автономистами и Врангелем.

### Эмиграция
В конце марта 1920 года был эвакуирован в Белград; был профессором в Белграде и Суботице.
В 1920 году был председателем учредительного собрания Союза юристов в Белграде. С 1920 член постоянного совета по законодательным вопросам при Министерстве юстиции Королевства сербов, хорватов и словенцев (Югославии). Работал над проектами нового Уголовного кодекса и Уголовного судопроизводства в Королевстве сербов, хорватов и словенцев. Создал в Белграде внепартийное объединение, которое в 1922 году было преобразовано в местный отдел Русского национального комитета. С 1921 член Русской академической группы в Белграде (Югославии). Возглавлял Национальный кружок, «стоявший на платформе Национального съезда 1921».
В 1924 году был посвящён в масоны в русской парижской ложе «Астрея» № 500 Великой ложи Франции. Затем стал членом-основателем парижской ложи «Гермес» № 558 (ВЛФ). В 1926 году стал основателем и председателем русского масонского кружка (с 1927 года ложи) в Белграде «Максим Ковалевский». Играл видную роль в югославском масонстве, член ряда белградских лож. Помощник (1-й заместитель) великого оратора Великой ложи Югославии (союза лож-сестер Югославии) в 1930—1934 годах, её оратор в 1934—1937 годах.
Сотрудничал с рядом специальных сербских изданий, в том числе в журнале «Летопис Матице српске», а также с белградской «Русской мыслью». Член редакционной коллегии «Русского дела», в 1926—1927 член редакции журнала «Призыв», затем — газеты «Россия». Редактор монархического «Царского вестника». С 18 января 1926 года действительный, с 31 октября 1926 года — почётный член Союза русских писателей и журналистов в Югославии. Неоднократно выступал на заседаниях этого Союза с публичными докладами, председательствовал на собраниях. Летом 1927 года стал одним из организаторов в Белграде Национального блока. В 1928 году участвовал в 1-м Конгрессе русских заграничных писателей и журналистов, проходившем в Белграде, на котором был избран одним из заместителей члена правления Зарубежного Союза русских писателей и журналистов. В 1936 году вышел из Союза русских писателей и журналистов в Югославии в знак протеста против выступления И. Н. Голенищева-Кутузова, заявившего, что монархисты ничего общего с литературой не имеют. Почётный член Союза русских юристов в Суботице. Руководил в Суботице воеводинским отделом Объединения прогрессивных и демократических сил русской эмиграции в Югославии. Участник создания Института и музея криминалистики в Белграде.
Его сын, Арсений Михайлович (13.12.1895, Киев — 05.02.1962, США), был также юристом, доктором права Белградского университета; входил с отцом в масонские ложи, затем переехал в США.